# Nicolay Wolf
Jacob Wilhelm Nicolay Wolf, född den 23 december 1824 i Köpenhamn, död den 7 februari 1875 i Kristiania, var en norsk skådespelare. 
Wolf debuterade 1848 på Det Kongelige Teater i Köpenhamn som Josef i Étienne Méhuls opera. 1852 anställdes han vid Christiania Theater som tenorsångare och uppträdde som Max i Friskytten. Wolf var en god sångare, men gjorde sig ändå mera bemärkt som skådespelare och hörde som sådan till teaterns främsta krafter. Till hans roller hörde framför allt hertig Skule i Kongsemnerne, Kammerherre Bratsberg i De unges forbund och Bothwell i Maria Stuart i Skottland. Dessutom må nämnas hans Macbeth och Othello samt löjtnant v. Buddinge i Gjenboerne. Han var sedan 1854 gift med skådespelerskan Karen Lucie Johannesen.